# 혀밑신경
혀밑신경 (hypoglossal nerve) 또는 설하신경(舌下神經), 제12뇌신경, 뇌신경 XII 또는 간단히 CN XII는 미주신경에 의해 신경지배되는 입천장혀근(palatoglossal muscle)을 제외하고 혀의 모든 외인성 및 내인성 근육을 자극하는 뇌신경이다.(턱끝혀근(genioglossus), 목뿔혀근(hyoglossus), 붓혀근(styloglossus), 혀의 내재근(intrinsic muscle)들이 여기에 해당된다.) CN XII는 단독 운동 기능을 가진 신경이다. 신경은 다수의 작은 뿌리(rootlet)로 숨뇌의 혀밑신경핵(hypoglossal nucleus)에서 발생하여 혀밑신경관(hypoglossal canal)을 통과하여 목을 통과하고 결국 다시 혀에 공급되는 혀 근육 위로 올라간다.
이 신경은 혀를 내밀고 좌우로 움직이는 등 말하기와 삼키기에 필요한 혀 움직임을 제어하는 데 관여한다. 신경 또는 이를 조절하는 신경 경로의 손상은 혀의 움직임 능력과 모양에 영향을 미칠 수 있으며, 손상의 가장 일반적인 원인은 외상이나 수술로 인한 부상, 운동 신경 질환이다. 신경에 대한 최초의 기록된 설명은 기원전 3세기의 헤로필로스(Herophilos)에 의해 기록되었다. hypoglossus라는 이름은 이 신경의 경로가 혀 아래에 있다는 사실, 즉 hypo(그리스어: "아래")와 glossa(그리스어: "혀")에서 유래되었다.

## 같이 보기
- 삼차신경